# Schumacher (film)
Schumacher – niemiecki film dokumentalny z 2021 roku, współreżyserowany przez Hannss-Bruno Kammertönsa, Vanessę Nöcker i Michaela Wecha, opowiadający o niemieckim kierowcy wyścigowym Formuły 1 Michaelu Schumacherze. Film został wydany 15 września 2021 roku na platformie Netflix, zbiegając się z 30. rocznicą debiutu Schumachera w Formule 1. Film dokumentuje dojście do poziomu mistrza świata, jego kontuzję i jego powrót do zdrowia.

## Produkcja
Film został wyprodukowany we współpracy z rodziną Schumachera z wykorzystaniem prywatnych archiwów rodzinnych, archiwalnych materiałów z Formuły 1 oraz wywiadów.
W filmie znalazły się wywiady z żoną Schumachera Corinną, jego ojcem Rolfem, bratem Ralfem oraz dziećmi Giną-Marią oraz Mickiem a także wywiady z wybitnymi postaciami Formuły 1, w tym, Jeanem Todtem, Bernie Ecclestonem, Sebastianem Vettelem, Mika Häkkinenem, Damonem Hillem, Davidem Coulthardem i Flavio Briatore.